# ERBB4
La proteína tirosina quinasa receptora erbB-4 es una enzima que en los humanos es codificada por el gen HGNC ERBB4 . Se han descrito diferentes isoformas por splicing alternativo que codifican diferentes variantes, no todas ellas han sido caracterizadas completamente.

## Función
La tirosina proteína quinasa receptora erbB-4 es una tirosina proteína quinasa miembro de la familia de los receptores del factor de crecimiento epidérmico. La ERBB4 es una proteína transmembrana de un único paso que contiene múltiples dominios ricos en cisteína parecidos a la furina, un dominio tirosina quinasa, un sitio de unión de la fosfatidilinostol 3-quinasa y un motivo de unión dominio PDZ. La proteína se une y es activada por las neuregulinas 2 y 3, HB-EGF y betacelulina. La unión del ligando induce una variedad de respuestas celulares incluyendo la mitogénesis y la diferenciación. La secuencia de múltiples eventos proteolíticos permite la liberación de un fragmento citoplasmático y de un fragmento extracelular.

## Relevancia clínica
Las mutaciones de este gen se han asociado con el cáncer. Otros polimorfismos de nucleótido simple y un riesgo de haplotipo se han relacionado con la esquizofrenia.